# Z-Boczona historia kina
Z-Boczona historia kina (ang. The Pervert's Guide to Cinema) – film dokumentalny z 2006 w reżyserii Sophie Fiennes. Składa się z trzech części, w których słoweński filozof Slavoj Žižek dokonuje analizy wielu klasycznych filmów z perspektywy psychoanalizy.

## Lista analizowanych filmów[1]
- Kobiety bez przyszłości(inne języki) (1931), reż. Clarence Brown
- Matrix (1999), reż.  Lana i Lilly Wachowski
- Ptaki (1963), reż. Alfred Hitchcock
- Psychoza (1960), reż. Alfred Hitchcock
- Kacza zupa (1933), reż. Leo McCarey
- Małpi interes (1931), reż. Norman Z. McLeod(inne języki)
- Egzorcysta (1973), reż. William Friedkin
- Testament doktora Mabuse (1933), reż. Fritz Lang
- Obcy – ósmy pasażer Nostromo (1979), reż. Ridley Scott
- Dyktator (1940), reż. Charlie Chaplin
- Mulholland Drive (2002), reż. David Lynch
- Alicja w Krainie Czarów (1951), reż. Clyde Geronimi, Wilfred Jackson, Hamilton Luske
- Czerwone trzewiki (1948), reż. Emeric Pressburger, Michael Powell
- Doktor Strangelove, czyli jak przestałem się martwić i pokochałem bombę (1964), reż. Stanley Kubrick
- Podziemny krąg (1999), reż. David Fincher
- U progu tajemnicy (1945), reż. Alberto Cavalcanti(inne języki), Charles Crichton, Basil Dearden(inne języki), Robert Hamer
- Rozmowa (1974), reż. Francis Ford Coppola
- Blue Velvet (1986), reż. David Lynch
- Zawrót głowy (1958), reż. Alfred Hitchcock
- Solaris (1972), reż. Andriej Tarkowski
- Pianistka (2001), reż. Michael Haneke
- Dzikość serca (1990), reż. David Lynch
- Zagubiona autostrada (1997), reż. David Lynch
- Diuna (1984), reż. David Lynch
- Persona (1966), reż. Ingmar Bergman
- Oczy szeroko zamknięte (1999), reż. Stanley Kubrick
- Trzy kolory. Niebieski (1993), reż. Krzysztof Kieślowski
- Tatuaż (2003), reż. Jane Campion
- Czarnoksiężnik z Oz (1939), reż. Victor Fleming, George Cukor, Mervyn LeRoy, Norman Taurog, King Vidor
- Frankenstein (1931), reż. James Whale
- Dziesięcioro przykazań (1956), reż. Cecil B. DeMille
- Dogville (2003), reż. Lars von Trier
- Obcy: Przebudzenie (1997), reż. Jean-Pierre Jeunet
- Złodziej w hotelu (1955), reż. Alfred Hitchcock
- Sabotaż (1942), reż. Alfred Hitchcock
- Okno na podwórze (1954), reż. Alfred Hitchcock
- Północ, północny zachód (1959), reż. Alfred Hitchcock
- Stalker (1979), reż. Andriej Tarkowski
- Wesoły jarmark (1949), reż. Iwan Pyrjew
- Iwan Groźny (1945), reż. Siergiej Eisenstein
- Sądny dzień psa Pluto(inne języki) (1935), reż. David Hand
- Światła wielkiego miasta (1931), reż. Charlie Chaplin

## Odbiór
Film spotkał się z przychylną reakcją krytyków. W serwisie Rotten Tomatoes 87% z 23 recenzji jest pozytywnych, a średnia ocen wyniosła 7/10. Ponadto film otrzymał nominację do nagrody British Independent Film Award w kategorii najlepszy brytyjski film dokumentalny.